# Майське міське поселення (Совєтсько-Гаванський район)
Ма́йське міське поселення (рос. Майское городское поселение) — міське поселення у складі Совєтсько-Гаванського району Хабаровського краю Росії.
Адміністративний центр та єдиний населений пункт — селище міського типу Майський.

## Населення
Населення міського поселення становить 2269 осіб (2019; 2598 у 2010, 2970 у 2002).